# Matteo Goffriller
Matteo Goffriller, född 1659 i Brixen, död 1742 i Venedig, var en italiensk fiolbyggare och anses vara grundaren av den Venediska fiolbyggarskolan. Han föddes i Brixen men flyttade 1685 till Venedig för att lära sig fiolbyggarhantverket.